# Gerben Thijssen
Gerben Thijssen   (Genk, 21 de juny de 1998) és un ciclista belga. Actualment corre a l'equip Intermarché-Wanty-Gobert Matériaux. Combina la carretera amb el ciclisme en pista, especialitat en la qual es proclamà campió d'Europa d'eliminació el 2017. En carretera destaca una victòria d'etapa a la Volta a Polònia de 2022.

## Palmarès en ruta
- 2016
  - Vencedor de 2 etapes al Trofeu Karlsberg
- 2017
  - 1r al Gran Premi Stad Sint-Niklaas
  - Vencedor d'una etapa a l'Olympia's Tour
- 2018
  -  Campió de Bèlgica sub-23 en ruta
- 2019
  - 1r al Memorial Philippe Van Coningsloo
- 2022
  - 1r a la Gooikse Pijl
  - Vencedor d'una etapa als Quatre dies de Dunkerque
  - Vencedor d'una etapa a la Volta a Polònia
- 2023
  - 1r al Gran Premi Jean-Pierre Monseré
  - 1r a la Bredene Koksijde Classic
  - 1r a la Volta a Limburg
  - 1r al Circuit de Houtland
- 2024
  - 1r al Trofeu Palma
  - Vencedor d'una etapa a la Volta a l'Algarve

### Resultats a la Volta a Espanya
- 2020. Abandona (15a etapa)
- 2022. Abandona (9a etapa)

## Palmarès en pista
- 2017
  -  Campió d'Europa en Cursa per eliminació